# Jardin persan

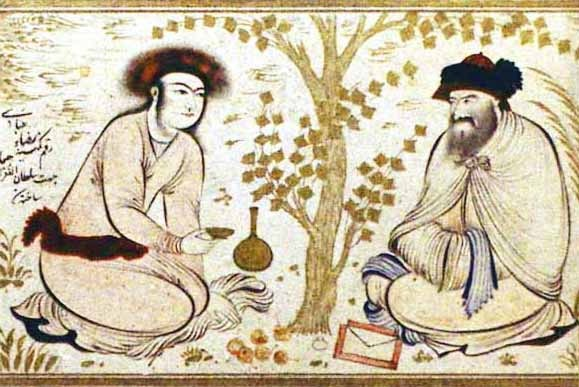
Œuvre d'art représentant deux hommes dans un jardin Persan.

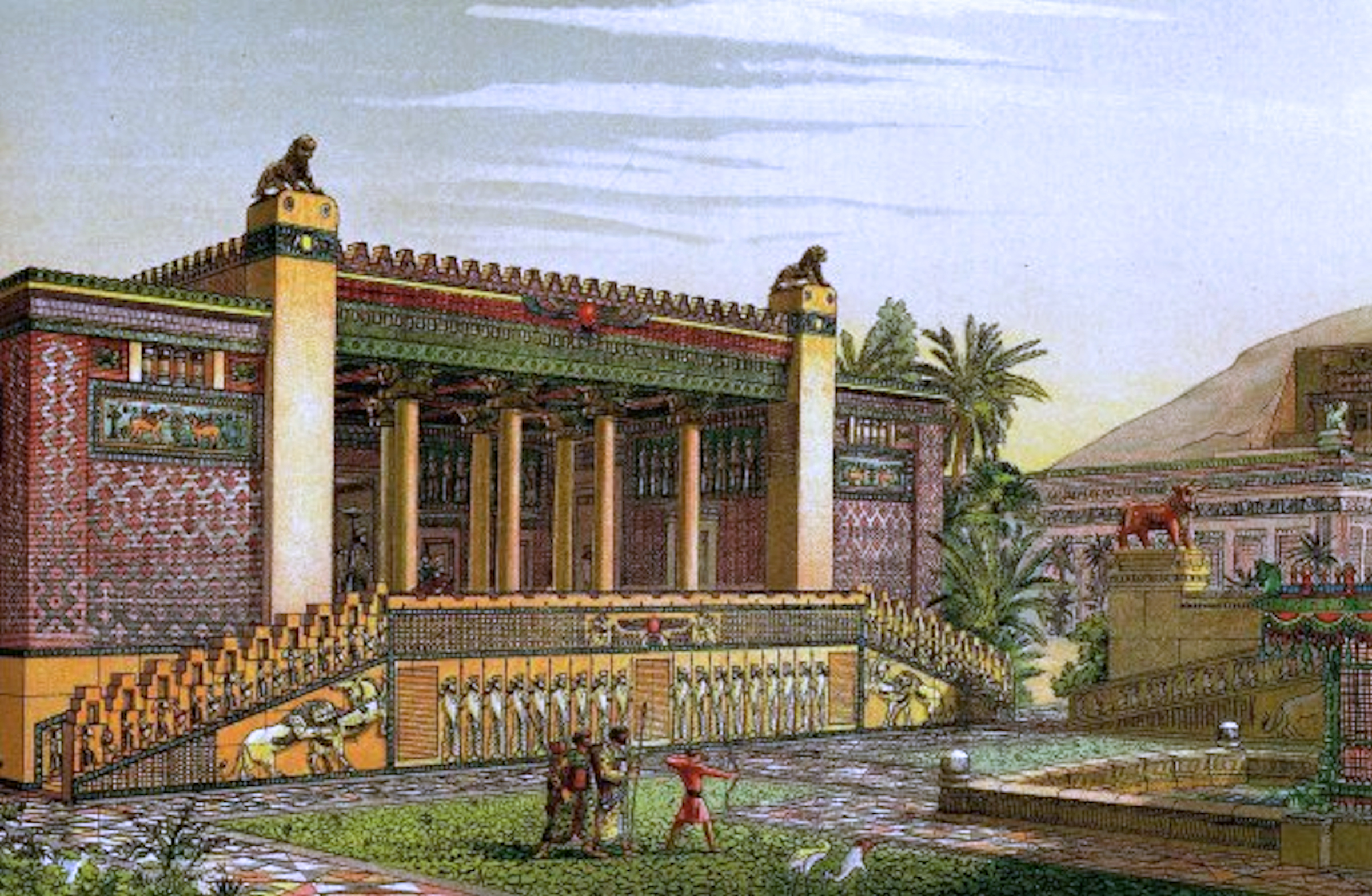
Jardins du palais de Darius I à Persépolis.

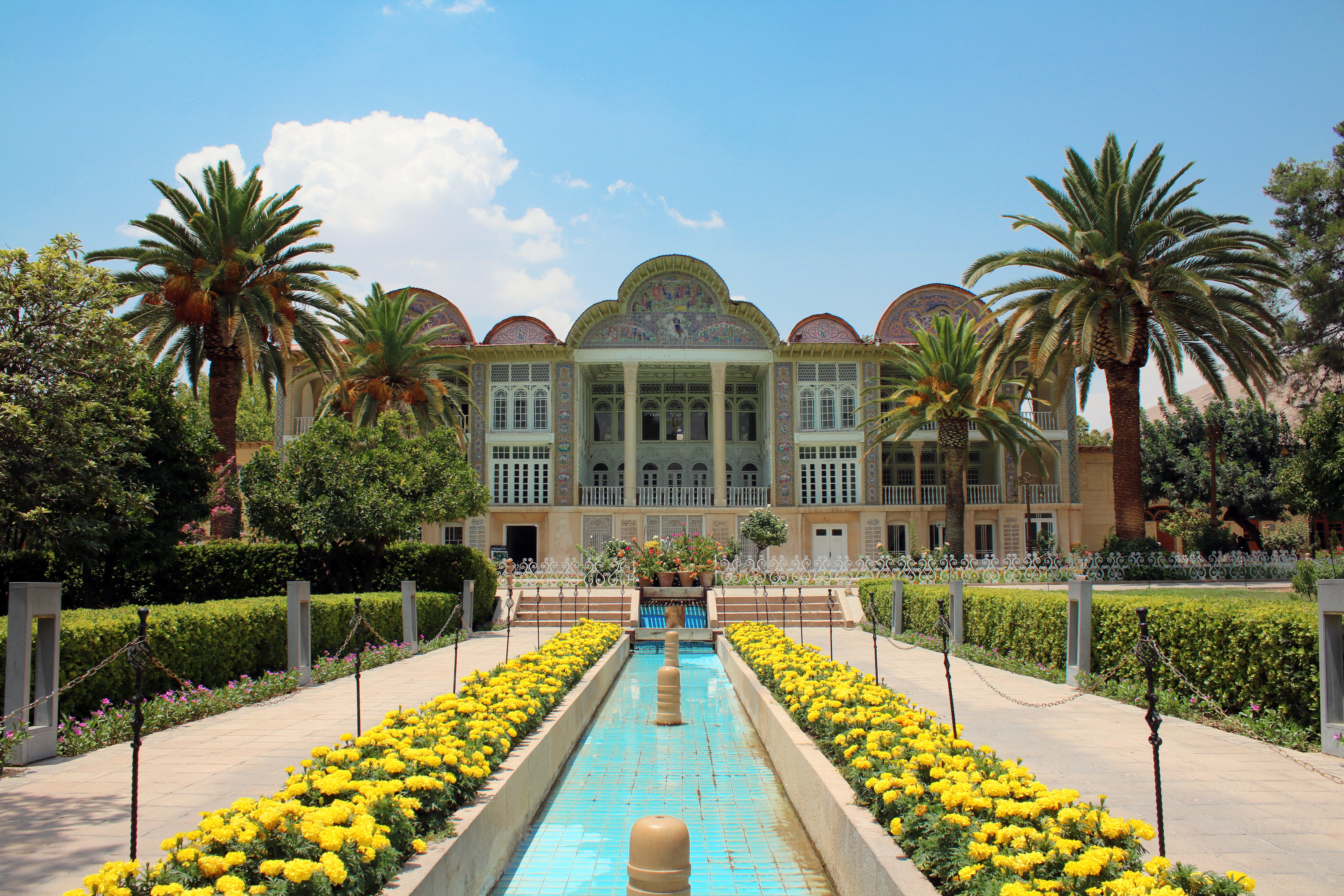
Le jardin d'Eram est un célèbre jardin persan à Chiraz.

Les jardins persans (pairi-daeza, en persan: باغ های ایرانی) font référence à une tradition et à un style de conception de jardins qui a ses origines en Perse (actuellement Iran). Traditionnellement, de tels jardins étaient clos.
Le mot persan (en langue avestique) pour « espace fermé » était pairi-daeza qui s'est transmis dans la mythologie judéo-chrétienne sous le nom de paradis, ou de jardin d'Éden.
Son rôle était, et est toujours, de procurer le repos sous plusieurs formes : spirituelle et récréative (comme rencontrer des amis), en fait, c'est essentiellement un paradis sur terre. La façon selon laquelle le jardin est construit peut être très formelle (l'accent est mis sur la structure) ou plus informelle (l'accent est mis sur les plantes) et respecte quelques règles simples de conception - afin de maximiser, en termes de fonction et d'émotion, ce qui peut être fait dans le jardin. On estime que l'origine des jardins persans remonte à 4000 av. J.-C. On trouve sur les poteries de cette époque des plans en croix typiques des jardins persans. Le concept persan d'un jardin idéal, semblable au paradis est parfaitement rendu au Taj Mahal. C'est Babur qui a introduit le concept de jardin persan en Inde, et le jardin Aram Bagh d'Âgrâ est le premier des nombreux jardins qu'il a créés. Le Taj Mahal est l'un des plus grands jardins perses du monde.

## Histoire

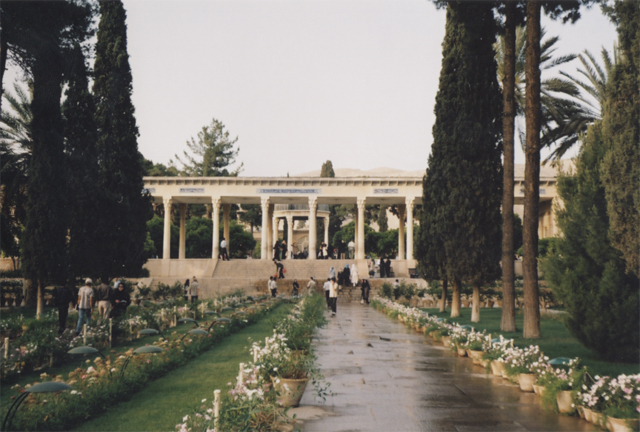
Jardin Hafezieh à Chiraz

On manque d'informations sur les origines des jardins persans, aussi bien par le manque de traces archéologiques que par le manque de données écrites compréhensibles (on ne commence à approcher la traduction du proto-élamite que depuis la fin de l'année 2020), en sachant que leur origine daterait d'avant l'invention de l'écriture, aux environs de 4 000 ans av. J.-C. Les traces de jardins persans les plus connus sont ceux des jardins royaux achéménides de Pasargades et de Persépolis. Pasargades est particulièrement intéressante pour son ensemble de jardins « les Quatre Jardins » qui n'est rien d'autre qu'un chahar bagh (chahar signifie quatre, et bagh, jardin). Pendant le règne des Sassanides (IIIe  au  VIIe siècle de notre ère), et sous l'influence du zoroastrisme, la présence de l'eau dans l'art a pris de l'importance - qui se manifeste par la présence de fontaines et bassins dans les jardins. La période islamique marque la propagation et la généralisation du jardin persan à tout le monde islamique, et l'apparition de bon nombre de sources d'informations : sources écrites, miniature persane, "tapis jardins". On voit apparaitre une version musulmane du chahar bagh, concrètement deux chahar-bagh côte à côte, avec quatre canaux se rejoignant, représentant les quatre fleuves du paradis, et huit parties représentant les huit parties du Coran.
L'invasion de la Perse par l'Empire mongol au XIIIe siècle a vu une accentuation des structures ornementales poussées dans les jardins, avec par exemple l'utilisation des pivoines et des chrysanthèmes. L'Empire mongol a ensuite porté la tradition du jardin persan dans d'autres territoires de l'empire (notamment l'Inde). La dynastie safavide (XVIIe – XVIIIe siècle) a construit et développé la grandeur et les ornements - avec des jardins qui vont bien au-delà d'une simple extension du palais et qui deviennent une partie intégrante fonctionnellement et esthétiquement de celui-ci. Dans les siècles suivants, les dessins de jardins européens ont commencé à influencer la Perse, particulièrement les dessins français et, dans une moindre mesure, les jardins russes et du Royaume-Uni. Ces changements qui sont attribués à l'Occident concernent l'utilisation de l'eau et les espèces utilisées.
Les formes et styles de jardin traditionnels ne sont plus présents chez les Iraniens d'aujourd'hui. Ils peuvent cependant être trouvés dans les monuments historiques, les musées, et accolés aux maisons des classes riches traditionnelles.

## Éléments du jardin Persan

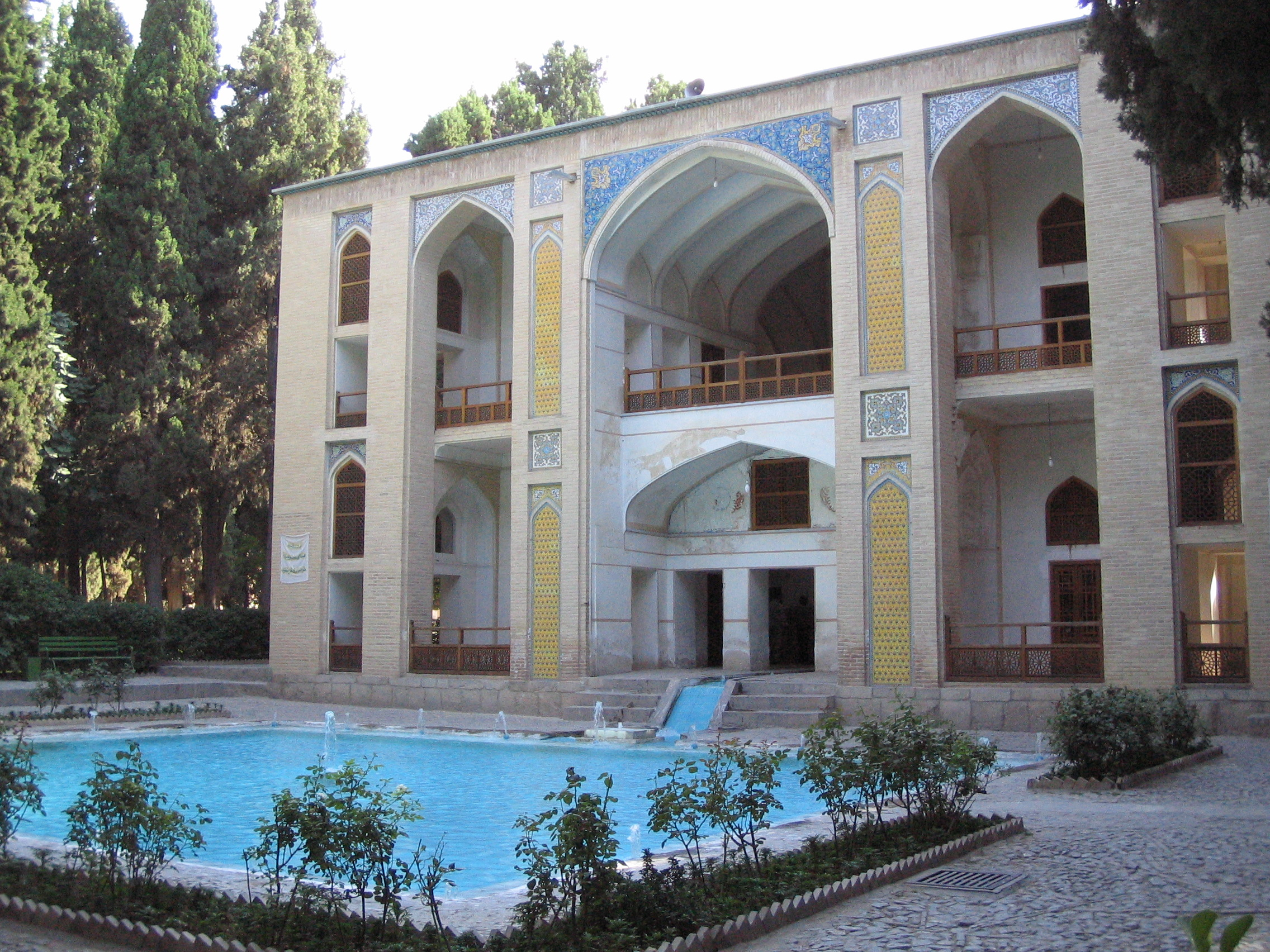
Les éléments du jardin persan comme le pavillon central, le bassin et la végétation attenante peuvent être observés au Bagh-e-Fin de Kashan.

La lumière du soleil et ses effets ont été un facteur important de structuration des jardins persans, des textures et des formes choisies par l'architecte pour réduire l'impact de la lumière. À cause de la position géographique en latitude de l'Iran, l'ombre est extrêmement importante dans le jardin, sans laquelle celui-ci ne pourrait avoir d'espace utilisable -les arbres et les treilles servent d'ombrage naturel; les pavillons et les murs servent eux aussi à bloquer le soleil. Les jardins persans représentent donc un espace de verdure et de fraîcheur dans un pays caractérisé par sa chaleur fréquente et sa sécheresse.
L'autre caractéristique liée à la chaleur dans les jardins est l'importance de l'eau. Une sorte de tunnel souterrain, sous la nappe phréatique, appelé qanat est utilisé pour irriguer le jardin et ses alentours. Des structures semblables à des puits sont ensuite reliées au qanat, permettant ainsi de ramener l'eau à la surface. Alternativement, un puits persan utilisant la force animale peut être utilisé pour ramener l'eau à la surface. De tels systèmes peuvent aussi être utilisés pour déplacer l'eau dans le système aquatique de surface comme ceux qui existent dans le style appelé chahar bagh. Les arbres étaient souvent plantés dans un fossé appelé jub, ce qui réduisait l'évaporation de l'eau et permettait à l'eau d'atteindre plus rapidement les racines.
Le style persan essaie souvent d'intégrer les parties "intérieures" avec les parties "extérieures" - ceci est souvent réalisé à travers un jardin entourant une cour intérieure. Des éléments architecturaux comme des arches voûtées permettaient d'ouvrir l'espace entre l'extérieur et l'intérieur.

## Descriptions

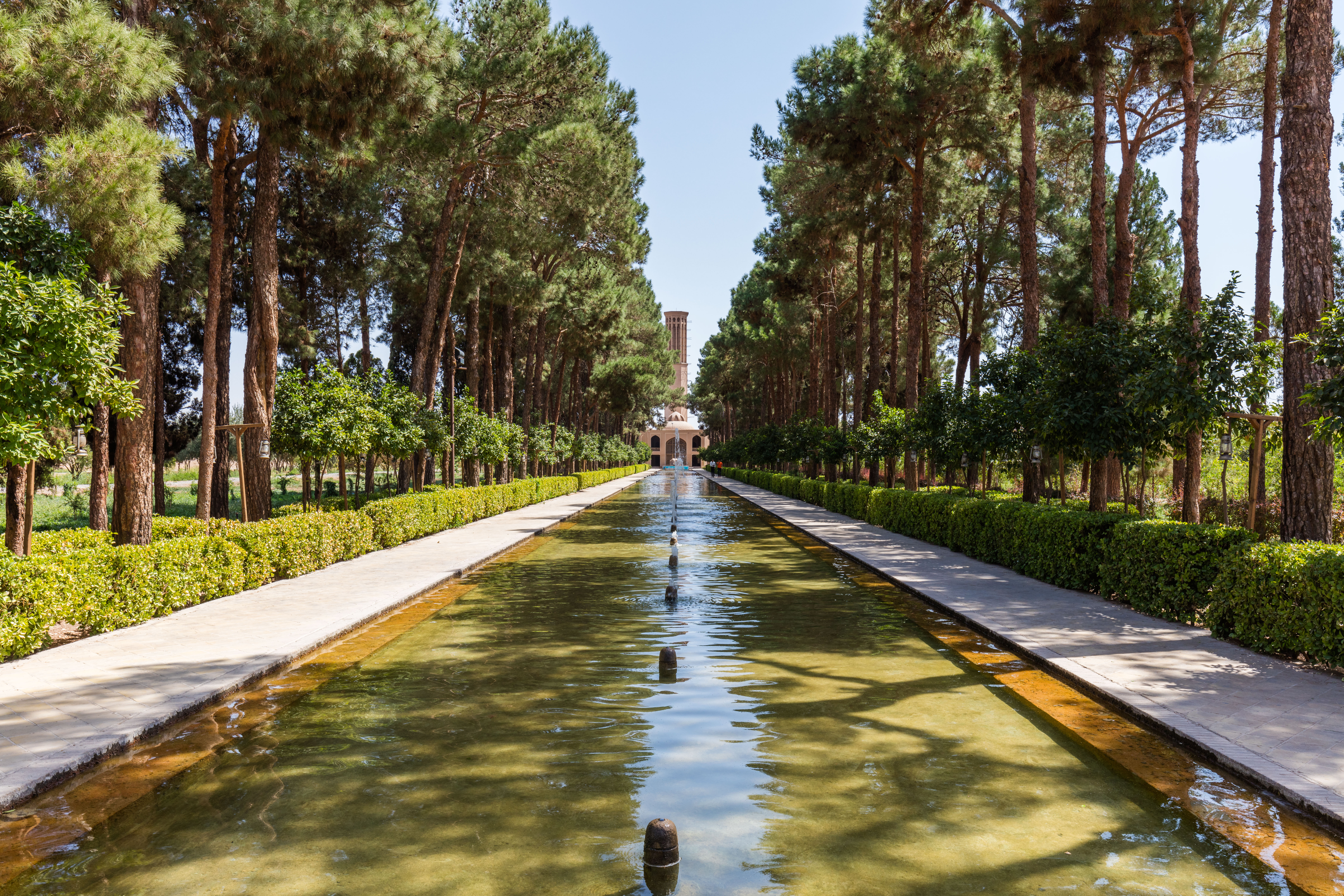
Jardin de Dolat-Abad, en Iran

Les plus vieilles descriptions et illustrations de jardins iraniens nous viennent des voyageurs qui ont atteint l'Iran venant des pays plus à l'ouest. Ces récits incluent ceux de Ibn Battûta au XIVe siècle, Ruy Gonzáles de Clavijo au XVe siècle et Engelbert Kaempfer au XVIIe siècle. Battuta et Clavijo ne font que des références furtives aux jardins et ne décrivent pas leur plan. Kaempfer réalisa des dessins précis et les a convertis en gravures à son retour en Europe. Elles montrent des jardins de type chahar bagh contenant les éléments suivants : un mur d'enceinte, des bassins rectangulaires, un réseau intérieur de canaux, des pavillons et des plantations luxuriantes. Des exemples survivant de ce type de jardin peuvent être vus à Yazd (Dowlatabad) et à Kashan (Bagh-e Fin). L'emplacement des jardins représentés par Kaempfer à Ispahan peut être identifié.

## Styles
Les six styles primaires de jardin persan peuvent être vus dans le tableau suivant, qui les remet en perspective de leur fonction et de leur style. Les jardins ne sont pas limités à un style particulier, mais les intègrent souvent ou possèdent des parties possédant leurs propres styles et fonctions.
|        | Classique | Formel      | Informel |
| Public | Hayat     | Meidan      | Park     |
| Privé  | Hayat     | Chahar Bagh | Bagh     |

### Hayat
Article détaillé :Hayat
Publiquement, c'est un style persan classique avec un fort accent sur l'esthétique par rapport à sa fonction. Les structures faites de main d'homme dans le jardin sont particulièrement importantes - avec des arches et des bassins (qui peuvent être utilisés pour le nettoyage). Le sol est souvent couvert de gravier ou d'une autre substance dérivée de la pierre. Les plantations sont d'ordinaire très simples - des arbres en lignes, qui ont aussi une fonction d'ombrage.
Dans la version privée, ces jardins sont souvent centrés autour d'un bassin et là encore très structurés. Le bassin sert de point d'attention mais sert aussi à humidifier l'atmosphère ambiante. Là encore, il y a peu de plantes - cela est souvent dû aux limitations quant à la quantité d'eau disponible en zone urbaine.

### Meydan
Article détaillé :Meidan
Du persan میدان (meydân)
C'est un jardin public de type square, formel, où l'accent est davantage mis sur les éléments naturels que dans le hayat et où l'importance de la structure est minimisée. Les plantations consistent en arbres, buissons, herbes et parterres de plantes. Ici encore, des éléments comme le bassin et les allées de gravier divisent la pelouse. Quand les structures existent, elles ont souvent une fonction d'ombrage comme un pavillon.

### Tchaharbagh

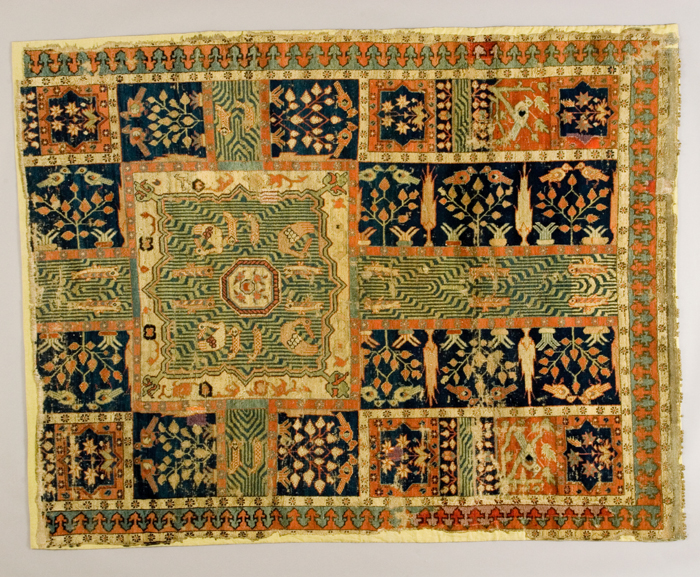
Tapis jardin représentant un tchaharbagh, s

Ces jardins sont privés et formels - leur structure de base consiste en quatre coins divisés. Ceux-ci sont généralement séparés par des canaux ou des allées. Traditionnellement, de tels jardins étaient utilisés dans des fonctions liées aux occupations de l'élite fortunée (comme les relations avec des ambassadeurs). Ces jardins présentent des structures équilibrées avec de la verdure - les plantes sont souvent situées autour de la structure du bassin et des allées.

### Parc
Comme de nombreux autres parcs, le parc persan sert une fonction publique et informelle mettant l'accent sur la vie végétale. Ils fournissent des allées et des endroits où s'asseoir, mais sont limités en termes d'éléments structurels. Le but de ces lieux est la détente et la socialisation.

### Bagh
Comme l'autre jardin informel, le parc, le « Bagh » (ce qui signifie jardin en persan) met l'accent sur l'aspect vert et naturel du jardin. Contrairement au parc, le bagh est souvent un espace privé accolé aux maisons et consiste en pelouse, arbres et plantes basses. Les voies d'eau et les allées sont moins importantes que dans les autres jardins plus formels et sont très largement fonctionnelles. La fonction première de tels espaces est la détente en famille.

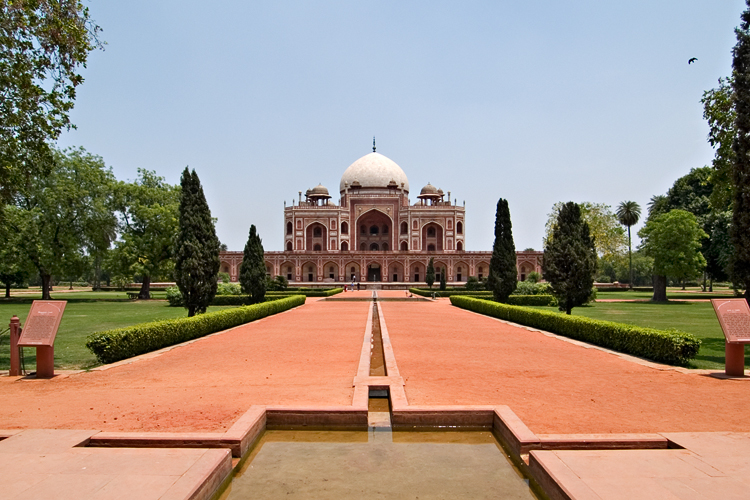
Le tombeau de Humayun à Delhi

## Inscription au patrimoine mondial
Neuf jardins, de diverses régions d'Iran, figurent sur la liste du Patrimoine mondial de l'UNESCO sous le nom de « Jardin persan », depuis 2011. Chacun témoigne de la diversité des jardins persans :
- Ancien jardin de Pasargades (1372-001), à Pasargades (Fars) ;
- Jardin d'Eram (1372-002), à Shiraz (Fars) ;
- Jardin du Chehel Sotoun (1372-003), à Ispahan (Ispahan) ;
- Jardin de Fin (1372-004), à Kashan (Ispahan) ;
- Jardin d'Abbas Abad (1372-005), près de Behshahr (Mazandaran) ;
- Jardin de Shahzadeh (1372-006), à Mahan (Kerman) ;
- Jardin de Dolatabad (1372-007), à Yazd (Yazd) ;
- Jardin de Pahlevanpour (1372-008), à Mehriz (Yazd) ;
- Jardin d'Akbarieh (1372-009), à Birjand (Khorasan méridional).

D'autres jardins, inspirés par l'art persan des jardins, sont également inscrits au patrimoine mondial sous d'autres noms :
- Taj Mahal, à Agra (Inde) ;
- Tombe de Humayun, à New Delhi (Inde) ;
- Jardins de Shalimar, à Lahore (Pakistan) ;
- Généralife, Grenade (Espagne).

### Sources
1. Persians: Masters of Empire, p. 62,  (ISBN 0-8094-9104-4)